# Gino Cervi
Gino Cervi (Bologna, 1901. május 3. – Punta Ala, 1974. január 3.) olasz színész.

## Életpályája

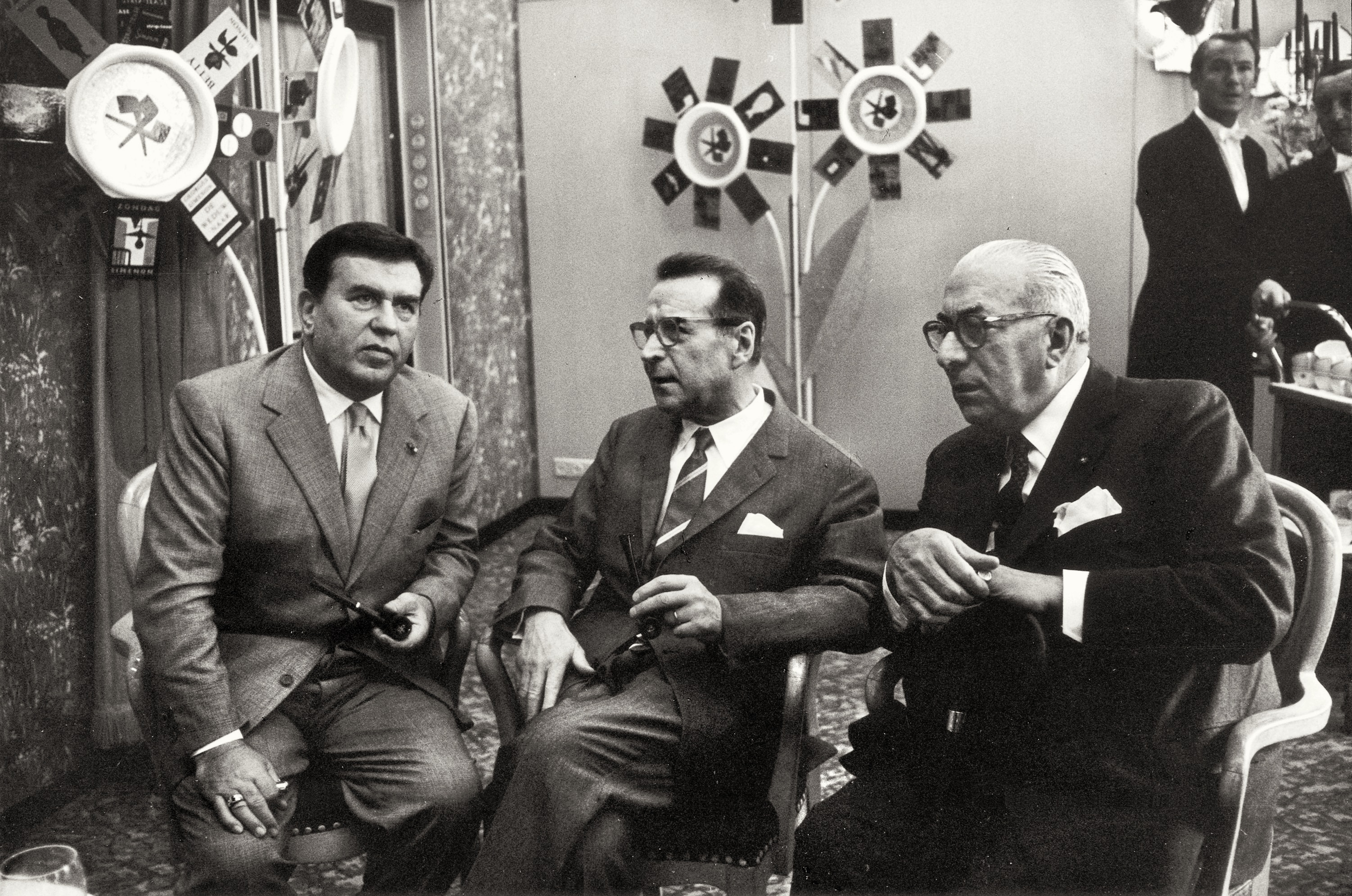
Gino Cervi, Georges Simenon, Arnoldo Mondadori

Édesapja a híres színházi kritikus Antonio Cervi volt (1862–1923). 1932-től szerepelt filmekben.

## Magánélete
1928–1974 között Angela Rosa Gordini (1907–1988) olasz színésznő volt a felesége. Egy gyermekük született: Tonino Cervi (1929–2002) olasz filmproducer, forgatókönyvíró. Valentina Cervi (1976) olasz színésznő és Antonio Levesi Cervi filmproducer nagyapja volt.

## Filmjei
- Határok (Frontiere) (1934)
- Szerelem (Amore) (1936)
- Aldebaran (1936)
- Ettore Fieramosca (1938)
- Salvator Rosa kalandjai (1939)
- Bűnös nő (1940)
- Szerelmes idők (1940)
- Egy romantikus kaland (Una romantica avventura) (1940)
- Vaskorona (1941)
- Sorsok a viharban (1941)
- A navarrai királynő (Regina di Navarra) (1942)
- Don Cesare di Bazan (1942)
- Megindulnak a vizek (1942)
- Úti kaland (1942)
- Szomorú szerelmek (Tristi amori) (1943)
- Mindig szeretni foglak (T'amerò sempre) (1943)
- Az őrült négyes (Quartetto pazzo) (1945)
- Travet úr nyomorúsága (Le miserie del signor Travet) (1945)
- Kigyúlnak a fények (1946)
- Az angyal és az ördög (L'angelo e il diavolo) (1946)
- Fekete sas (Aquila nera) (1946)
- Emberiség (Umanità) (1946)
- Daniele Cortis (1947)
- A düh (1947)
- Anna Karenina (1948)
- A menyasszony nem tud várni (1949)
- Fabiola (1949)
- Tell Vilmos (Guglielmo Tell) (1949)
- Egy szerelem története (1950)
- Névtelen asszonyok (Donne senza nome) (1950)
- Vörös pecsét (Sigillo rosso) (1950)
- A tiltott Krisztus (1951)
- Oké, Néró (1951)
- Néró és Messalina (Nerone e Messalina) (1951–1953)
- Jónapot, elefánt! (1952)
- Don Camillo kis világa (1952)
- Sába királynője (La regina di Saba) (1952)
- Feleség egy éjszakára (Moglie per una notte) (1952)
- Hölgy kaméliák nélkül (1953)
- Termini pályaudvar (1953)
- Don Camillo visszatér (1953)
- A három testőr (1953)
- Maddalena (1954)
- A Versailles-i kastély (Si Versailles m’était conté…) (1954)
- Lambertini kardinális (Il cardinale Lambertini) (1954)
- A nagy kaland (La grande avventura) (1954)
- Frufru (1955)
- Don Camillo és a tiszteletreméltó Peppone (1955)
- Szerelmesek (Gli innamorati) (1955)
- Beatrice Cenci (1956)
- Sivatagi szeretők (Los amantes del desierto) (1957)
- Csapda Tangerban (Agguato a Tangeri) (1957)
- Szerelem és fecsegés (1957)
- Család nélkül (1958)
- A meztelen Maya (1958)
- Róma csillaga (1958)
- A nagy főnök (1959)
- Boldog élet (1960)
- Ferrara hosszú éjszakája (1960)
- A rabszolgák lázadása (La rivolta degli schiavi) (1960)
- Míly öröm élni (1961)
- Don Camillo Monsignore… de nem túlságosan (1961)
- A hazugság városa (1962)
- Siracusa ostroma (1962)
- A monzai apáca (La monaca di Monza) (1962)
- Kaland a motelban (Avventura al motel) (1963)
- Becket (1964)
- Maigret felügyelő csapdája (1964–1972)
- Don Camillo elvtárs (1965)

## Fordítás
- Ez a szócikk részben vagy egészben  a   Gino Cervi című angol Wikipédia-szócikk ezen változatának fordításán alapul.  Az eredeti cikk szerkesztőit annak laptörténete sorolja fel. Ez a jelzés csupán a megfogalmazás eredetét és a szerzői jogokat jelzi, nem szolgál a cikkben szereplő információk forrásmegjelöléseként.